# Open Kore
OpenKore é um programa de codigo aberto, utilizado para controle e gerenciamento de uma conta, utilizado em Ragnarok (MMORPG).
Funciona da seguinte forma: O programa é configurado pelo usuário, onde o próprio coloca as ações que devem ser feitas pelo programa, como conta a usar e servidor a jogar.Ao ao utilizar esse tipo de programa você não precisa estar jogando nem assistindo, pois o programa faz o que está configurado, sendo assim basta deixar o PC ligado. Este processo é chamado de botting(botear,em português) , e  é uma prática teoricamente proibida .
Bot é o nome dado a um personagem controlado por esse programa que é usado com Bots: Personagens com Inteligência artificial, podendo tomar decisões sozinho de acordo com as circustâncias. As vantagens se ramificam em infinitas formas. Estando mais tempo em jogo, tem mais chances de conseguir itens raros e ficar rico no jogo mais rapidamente através da ineterupta caçada de monstros por um longo tempo.
A maioria dos jogadores não gostam de outros que usam bots,pois se sentem em desvantagem

## A Contradição
De certa forma, a empresa que é responsável pela administração do jogo(Level Up!) faz certa vista-grossa, em relação a utilização do BOT,já que, ao criar medidas radicais para abolir essa prática, estaria perdendo muitos jogadores comuns e clientes compradores de crédito.Existem certos mapas(regiões) de Ragnarok Online chamados de Bot Farms,em que a maioria dos jogadores que se encontram caçando, são BOTS.

## Intenção
Conseguir se torna forte e rico no jogo, acaba se tornando algo de bastante prazer, pois o jogo tem um grandíssimo número de usuários e é bastante disputado. Jogadores mais fortes conseguem mais regalias e prestígio que jogadores inexperientes. Esses fatos, incentivam o jogador a usar BOT, enquanto realiza uma outra atividade qualquer.

## Razão Matemática
Se compararmos um jogador que joga uma hora por dia, todos os dias da semana a um jogador que deixa o Open-Kore ativados 24h por dia,novamente, todos os dias da semana, veremos a brusca diferença de tempo de trabalho/recompensa
Avaliação mensal
Jogador Comum que joga uma hora por dia:
1x30=30
Trinta horas mensais de jogo.Recompensas correspondentes de acordo com o tempo de jogo (dinheiro,equipamentos,comida,porções etc.)
Jogador que usa BOT 24  horas por dia:
24x30=720
Setecentas e vinte horas mensais de jogo.Recompensas correspondentes de acordo com o tempo de jogo (dinheiro,equipamentos,comida,porções etc.) Vinte e quatro vezes maior que o jogador comum.